# Super A'Can
La Super A'Can est une console de jeux vidéo sortie en 1995 exclusivement à Taïwan. Elle a été conçue par la société Dunhuang Technology.
Même si, à première vue, la Super A'Can semble être un clone de la version américaine de la Super Nintendo, elle est dotée d'un processeur Motorola 68000 comme l'Amiga, la Mega Drive et la Neo-Geo. Il existe seulement 12 jeux compatibles avec la console.

## Historique
Bien que la Super A'Can ait été une console puissante pour l'époque, elle fut un échec commercial pour différentes raisons. Dans un premier temps, son coût initial était trop élevé. Lorsque les prix baissèrent, de nouveaux systèmes, comme la PlayStation, plus puissants et intégrant la 3D apparurent. De plus, les concepteurs devaient développer les jeux pour la console au plus vite. Il en résulta des jeux de qualité médiocre.
L'échec commercial coûta 6 millions de dollars à la société. Finalement, la compagnie détruisit tout le matériel de développement et de production en rapport avec la console, et vendit les systèmes restants en pièces détachées aux États-Unis.

## Spécifications techniques
- Processeur : Motorola 68000 (Modèle MC68HC000P10) cadencé à 10,74 MHz
- Processeur secondaire : Motorola 6502 cadencé à 3,58 MHz (Processeur annoncé lors de la présentation de la console mais qui ne semble pas exister dans la console au moment de sa commercialisation. La notice fait bien état du processeur principal mais pas du coprocesseur 6502. De même un démontage de la console et une analyse détaillée composant par composant n'ont pas permis de confirmer la présence de ce processeur qui n'est pas présent sur la carte-mère)
- Palette graphique : 32 768 couleurs
- Entrées et sorties : 2 DE-9M (9 broches) sur le devant la console

## Liste des jeux
- F001 : Formosa Duel
- F002 : Sango Fighter
- F003 : The Son of Evil
- F004 : Speedy Dragon/Sonic Dragon
- F005 : Super Taiwanese Baseball League
- F006 : Journey to the Laugh (aka C.U.G.)
- F007 : Super Light Saga - Dragon Force
- F008 : Monopoly: Adventure in Africa
- F009 : Gambling Lord
- F010 : Magical Pool
- F011 : Boomzoo
- F012 : Rebel Star